# Agrostis diaphora
Agrostis diaphora é uma espécie de gramínea do gênero Agrostis, pertencente à família Poaceae.